# Je veux
Singles de Zaz
Le Long de la route
(2010)
Pistes de Zaz
Les Passants Le Long de la route
Je veux est une chanson de la chanteuse française Zaz, écrite et co-composée par Kerredine Soltani et Tryss. Il s'agit du premier single extrait de son premier album studio Zaz.
Je veux obtient le trophée de la chanson originale de l’année aux Victoires de la musique 2011.

## Historique
Classée dans les hit-parades de plusieurs pays européens, elle évoque sur un rythme de jazz manouche tout ce que l'on peut refuser au nom de « ma » liberté. Un reportage sur la chanson Je veux postée sur YouTube le 1er février 2008.

## Classements
| Pays                     | Meilleure position |
| ------------------------ | ------------------ |
| France (téléchargements) | 3                  |
| Belgique (Wallonie)      | 2                  |
| Belgique (Flandre)       | 34                 |
| Italie                   | 7                  |
| Suisse                   | 23                 |
| Allemagne                | 22                 |
| Autriche                 | 16                 |
| Pologne                  | 23                 |
| Bulgarie                 | 26                 |

## Certifications
| Pays     | Certification | Ventes certifiées |
| -------- | ------------- | ----------------- |
| Belgique | Platine       |                   |
| Suisse   | Or            | 15 000            |

## Dans la culture
Sauf indication contraire, les informations mentionnées dans cette section peuvent être confirmées par le générique de fin de l'œuvre audiovisuelle présentée ici, ainsi que par la base de données cinématographiques IMDb,  présente dans la section « Liens externes ».
- 2013 : Duo d'escrocs - musiques additionnelles
- 2016 : Willy 1er de Marielle Gautier, Hugo P. Thomas, Ludovic et Zoran Boukherma : bande originale - (autre source : Dossier de presse[11])